# أمازون برايم اير
برايم إير هي خدمة توصيل عن طريق طائرات مسيرة، حاليًا هي قيد التطوير من قبل أمازون. كان من المتوقع أن تنفذ هذه الخدمة في مدن مختارة من أواخر عام 2019، مع ذلك، اعتبارًا من أكتوبر عام 2021، لم تنفذ الخدمة بعد.
تستخدم الطائرات المسيرة لتوصيل الطرود الفردية إلى العملاء في غضون 30 دقيقة من الطلب. لتسليم الطلب خلال 30 دقيقة يجب أن يكون وزن الطلب أقل من 5 أرطال (2.25 كجم)، وحجم الطلب يتناسب مع صندوق شحن الطائرة، ويجب أن يتسع موقع التسليم لدائرة نصف قطرها 10 أميال (16 كم) لتنفيذ خدمة التوصيل. اتفقت أمازون مع زيبلاين، ووينجكوبتر، وسبع شركات أخرى اختيرت من قبل إف أي أي (إدارة الطيران الفيدرالية).

## التاريخ

### مفهوم
كشف الرئيس التنفيذي لشركة أمازون جيف بيزوس عن خطط لشركة أمازون برايم إير في مقابلة لمدة 60 دقيقة في عام 2013. عمل فريق أمازون برايم إير مع ناسا وسنكل يوربين سكاي أي تي إم في تجارب إدارة الحركة الجوية. ستطير الطائرات المسيرة على ارتفاعات منخفضة (أقل من  400قدم) للأمان. لا توجد طرق ثابتة للانتقال إنما العديد من الخيارات للانتقال من النقطة أ إلى النقطة ب، لذلك يختلف التنقل عبر الطائرة المسيرة تمامًا عن قيادة السيارات على الطريق. تزعم شركة أمازون أن نظام إدارة حركة المرور بها سهل الاستخدام للعديد من المشغلين في نفس المجال الجوي لأنه سيتصل عبر الإنترنت.

### لوائح واختبارات الولايات المتحدة بموجب برنامج الإعفاء
أصدرت إدارة الطيران الفيدرالية (إف أي أي) في قانون تحديث وإصلاح في عام 2012، الموعد النهائي في 30 سبتمبر 2015 لإنجاز التكامل الأمني لأنظمة الطائرات المدنية المسيرة في نظام المجال الجوي الوطني. في أغسطس 2016، تم تقنين الاستخدام التجاري لتكنولوجيا الطائرات المسيرة من قبل كونغرس الولايات المتحدة.
في مارس 2015، منحت إدارة الطيران الفيدرالية (إف أي أي) الإذن لشركة أمازون لبدء اختبارات الولايات المتحدة لنموذج أولي بموجب تنازل للوائح آنذاك. ذكرت أمازون أن المركبة التي جهزت للاستخدام كانت قديمة. في أبريل 2015، سمحت إدارة الطيران الفيدرالية لشركة أمازون بالبدء في اختبار النماذج الحالية. خلال ذلك، بدأت أمازون في الاختبار بموقع كندي قريب من حدود الولايات المتحدة.
تشترط اللوائح الأمريكية الحالية ألا تزيد الطائرات بدون طيار عن ارتفاع 400 قدم (122 مترًا)، ولا تزيد عن  100ميل في الساعة (161 كم/ ساعة)، وتبقى ضمن مجال رؤية الطيار. صرحت أمازون بأنها تعزم على التحرك نحو العمل فوق 200 قدم (61 مترًا) وتحت 500 قدم (152 مترًا). صرحت أمازون بأنها تخطط لطيران طائرات بدون طيار يصل وزنها إلى 55 رطلًا (25 كجم) في دائرة نصف قطرها 10 أميال (16 كم) من مستودعاتها، بسرعة تصل إلى  50ميلًا في الساعة (80.5 كم/ ساعة) مع حزم يصل وزنها إلى 5 أرطال (2.26 كجم) في القطر.
منحت إدارة الطيران الفيدرالية (إف أي أي) شركة أمازون برايم إير شهادة صلاحية طيران خاصة للتدريب والبحث عن طائرتها إم كي27 المسيرة، في يونيو 2019. حصلت أمازون برايم إير على شهادة الناقل الجوي إف أي أي قسم 135.

### الاختبارات في كامبريدج، وإنجلترا
حصلت أمازون على براعة اختراع لطيارة مسيرة تشبه هيكل خلية النحل للتوصيل في المدن، مما يسمح لشركة أمازون أن تخزن مستودعات كبيرة من طابق واحد للطرود مؤقتًا قبل شحنها. تُعد المراكز المصممة لاستيعاب عمليات تسليم الطائرات المسيرة والعمليات داخل دائرة نصف قطرها معين مطلوبة حاليًا.
في 7 ديسمبر 2016، نجحت أمازون في تسليم طرد برايم إير إلى كامبريدج بإنجلترا من مركز التنفيذ في منطقة كامبريدج. نشرت أمازون مقطع فيديو للتسليم في قناتها الرسمية على اليوتيوب، في 14 ديسمبر عام 2016. بدأت شركة أمازون أول تجربة علنية للجمهور من أمازون برايم إير لمن هم على بعد عدة أميال من مستودعات أمازون في كامبريدج (بإنجلترا)، في 15 ديسمبر عام 2016.

### الاتصال بالإنترنت وتخزين المعلومات
ستوصل الطائرات المسيرة لشركة أمازون بالإنترنت لإدارة التحكم في الطيران والتواصل بين الطائرات بدون طيار. أفادت بروكينغز بأن استخدام أمازون لجميع البيانات من الطائرات بدون طيار لم يتم الكشف عنه. ذكرت مجلة بيتسبرغ لقانون وسياسة التكنولوجيا، أن جميع البيانات المقترحة من طائرات أمازون برايم إير تشمل الكشف التلقائي عن الأشياء، ومراقبة نظام تحديد المواقع العالمي (جي بي إس)، وكاميرات جيجابكسل، ودقة صورة محسنة.
برايم اير (بالإنجليزية: Prime Air)‏ هي خدمة توصيل عن طريق الطائرات بدون طيار قيد التطوير حاليًا بواسطة أمازون. كان من المتوقع أن تبدأ العمليات في مدن مختارة اعتبارًا من أواخر عام 2019؛ ومع ذلك، حتى يوليو 2020، لم تبدأ الخدمة بعد.

## وصلات خارجية
- AgEagle - الشركة المصنعة للطائرات بدون طيار